# Melanie Kuenrath
Melanie Kuenrath (Silandro, 23 febbraio 1999) è una calciatrice italiana, attaccante del SPG Dornbirn/Lustenau.

## Carriera

### Club
Melanie Kuenrath si appassiona al calcio fin da giovanissima, decidendo si tesserarsi con il Red Lions Tarsch, società di Burgusio/Burgeis, dove gioca fino ai 14 anni d'età. In questo lasso di tempo viene convocata dalla sezione FIGC del Comitato Provinciale Autonomo di Bolzano per rappresentare l'Alto Adige con la formazione Under-15 nell'edizione 2014 del Torneo delle Regioni.
Nell'estate 2015 coglie l'opportunità offertale dal Bayern Monaco per giocare nel campionato tedesco. La blasonata società di Monaco di Baviera la inserisce dapprima nella formazione Under-17 e poi, dalla stagione 2016-2017, nella formazione II (riserve) iscritta al campionato di 2. Frauen-Bundesliga, secondo livello del campionato nazionale.
Nell'estate 2019 va a giocare per la prima volta in una prima squadra in Italia, passando alla Florentia S.G., in Serie A.
Nel luglio 2021, dopo essersi svincolata dal Florentia San Gimignano che aveva ceduto il proprio titolo sportivo, si è trasferita al Napoli. È rimasta in Campania solo nella prima metà della stagione 2021-22, collezionando 6 presenze in campionato nel corso del girone d'andata. Si è trasferita al San Marino, partecipante al campionato di Serie B a metà gennaio 2022.
Nel corso della sessione estiva di calciomercato 2023 viene annunciato il suo trasferimento alla Lazio per la stagione entrante.

### Nazionale
Kuenrath inizia ad essere convocata dalla Federazione Italiana Giuoco Calcio (FIGC) fin dal 2015, inserita in rosa nella formazione Under-17 dal neoresponsabile tecnico Rita Guarino per la doppia amichevole con le pari età della Danimarca dell'8 e 10 settembre 2015, e a seguire in alcuni stage in previsione delle qualificazioni all'Europeo di categoria di Bielorussia 2016, sena poi concretizzarsi.
Nel febbraio 2018 il selezionatore della formazione Under-19 Enrico Sbardella la inserisce in rosa nella squadra impegnata nella fase di qualificazione all'Europeo di Svizzera 2018, torneo dove debutta il 5 aprile 2018, nell'incontro della fase élite vinto dall'Italia per 4-1 sulle avversarie della Scozia e dove al 46' del primo tempo è autrice della rete del vantaggio azzurro (2-1), condividendo con le compagne il percorso che vede la squadra qualificarsi alla fase finale.

## Statistiche

### Presenze e reti nei club
Aggiornato al 28 maggio 2023.
| Stagione                | Squadra                 | Campionato              | Campionato | Campionato | Coppe nazionali | Coppe nazionali | Coppe nazionali | Coppe internazionali | Coppe internazionali | Coppe internazionali | Altre coppe | Altre coppe | Altre coppe | Totale | Totale |
| Stagione                | Squadra                 | Comp                    | Pres       | Reti       | Comp            | Pres            | Reti            | Comp                 | Pres                 | Reti                 | Comp        | Pres        | Reti        | Pres   | Reti   |
| ----------------------- | ----------------------- | ----------------------- | ---------- | ---------- | --------------- | --------------- | --------------- | -------------------- | -------------------- | -------------------- | ----------- | ----------- | ----------- | ------ | ------ |
| 2016-2017               | Bayern Monaco II        | 2FBL                    | 16         | 0          | -               | -               | -               | -                    | -                    | -                    | -           | -           | -           | 16     | 0      |
| 2017-2018               | Bayern Monaco II        | 2FBL                    | 21         | 8          | -               | -               | -               | -                    | -                    | -                    | -           | -           | -           | 21     | 8      |
| 2018-2019               | Bayern Monaco II        | 2FBL                    | 19         | 3          | -               | -               | -               | -                    | -                    | -                    | -           | -           | -           | 19     | 3      |
| Totale Bayern Monaco II | Totale Bayern Monaco II | Totale Bayern Monaco II | 56         | 11         | -               | -               | -               | -                    | -                    | -                    | -           | -           | -           | 56     | 11     |
| 2019-2020               | Florentia S.G.          | A                       | 2          | 0          | CI              | -               | -               | -                    | -                    | -                    | -           | -           | -           | 2      | 0      |
| 2020-2021               | Florentia S.G.          | A                       | 9          | 0          | CI              | 2               | 0               | -                    | -                    | -                    | -           | -           | -           | 11     | 0      |
| Totale Florentia S.G.   | Totale Florentia S.G.   | Totale Florentia S.G.   | 11         | 0          | -               | 2               | 0               | -                    | -                    | -                    | -           | -           | -           | 13     | 0      |
| 2021-gen. 2022          | Napoli                  | A                       | 6          | 0          | CI              | 1               | 0               | -                    | -                    | -                    | -           | -           | -           | 7      | 0      |
| gen.-giu. 2022          | San Marino              | B                       | 0          | 0          | CI              | -               | -               | -                    | -                    | -                    | -           | -           | -           | 0      | 0      |
| 2022-2023               | Trento CF               | B                       | 30         | 4          | CI              | ?               | ?               | -                    | -                    | -                    | -           | -           | -           | 30+    | 4+     |
| 2023-2024               | Lazio                   | B                       | 11         | 1          | CI              | 1               | 0               | -                    | -                    | -                    | -           | -           | -           | 12     | 1      |
| Totale carriera         | Totale carriera         | Totale carriera         | 114        | 16         |                 | 4+              | 0+              |                      | -                    | -                    |             | -           | -           | 118    | 16     |

## Palmarès

### Club
- Campionato italiano di Serie B: 1

Lazio: 2023-2024